# Du wahrer Gott und Davids Sohn
Du wahrer Gott und Davids Sohn (Toi Dieu véritable et fils de David), (BWV 23) est une cantate religieuse de jean-Sébastien Bach composée à Köthen entre 1717 et 1723.

## Histoire et livret
Bach écrivit la cantate à l'occasion du Quinquagésime qui est aussi le dimanche avant le mercredi des Cendres. Pour cette destination liturgique, trois autres cantates ont franchi le seuil de la postérité : les BWV 22, 127 et 159. Pendant le tempus clausum (de) aucune cantate ne pouvait être jouée à Leipzig. Cette cantate aurait été, le 7 février 1723 (avec Jesus nahm zu sich die Zwölfe (BWV 22), une pièce de démonstration pour la nomination de Bach au poste de Thomaskantor. Il n'est pas sûr que Bach l'ait dirigée en 1723, mais une représentation le 20 février 1724 est documentée.
Les lectures prescrites pour le dimanche étaient 1 Cor. 13, 1-13 et Luc. 18, 31-43, la guérison de l'aveugle et l'annonce des souffrances de Jérusalem. Le poète inconnu traite d'abord de la guérison de l'aveugle et n'aborde la Passion que dans le choral final. L'appel de l'aveugle « Du Sohn Davids » s'entend comme une confession du Christ. Dans le troisième mouvement il est dit que ce ne sont pas seulement les yeux de l'aveugle qui attendent la guérison mais que « aller Augen » (tous les yeux) attendent leur guérison, en référence aux Psa. 145, 15.
Le thème du choral, « Christe, du Lamm Gottes », parut d'abord dans le livre des messes de  Brunswick  de Johannes Bugenhagen, publié à Wittemberg en 1525. Le thème est une adaptation du Kyrie eleison de Martin Luther dans sa Messe allemande (de) de 1525,.
Pour son exécution de 1724, Bach reprit pour le choral final Christe, du Lamm Gottes, issue d'une Passion écrite à Weimar et qu'il utilisa pour en faire le chœur final de la deuxième version de sa Passion selon saint Jean. C'est la version traditionnellement jouée.
À l'occasion d'une dernière présentation, en 1728, Bach modifia la tonalité en ut mineur.

## Structure et instrumentation
La cantate est écrite pour cornet à bouquin, trois trombones, deux hautbois, deux violons, alto et basse continue avec trois voix solistes (soprano, alto, ténor) et chœur à quatre voix. 
Il y a quatre mouvements :
1. aria (soprano, alto, hautbois) : Du wahrer Gott und Davids Sohn en si mineur
2. récitatif (ténor) : Ach! gehe nicht vorüber
3. chœur : Aller Augen warten, Herr
4. Choral : Christe, du Lamm Gottes

## Musique
Le premier mouvement est un duo dans lequel le trio instrumental des deux hautbois et du continuo se développe en quintette. Les voix, souvent écrites en canon, montent de façon chromatique sur les mots « mein Herzeleid » tandis que les mots « erbarm dich mein » sont exprimés en figures chromatiques plaintives, les voix se soutenant mutuellement.
Le deuxième mouvement est un récitatif où les deux hautbois et le premier violon annoncent en longues notes la mélodie du choral final, Christe, du Lamm Gottes.
Le troisième mouvement, un mouvement dansant en homophonie, rappelle les cantates profanes de Köthen. Les parties intermédiaires sont conçues comme des duos entre le ténor et la basse.
Dans le choral final, les voix du chœur sont amplifiées de façon significative par l'ensemble des trombones et du cornet à bouquin et les trois strophes du choral sont arrangées de façon différentes les unes des autres.

## Source
- (de) Cet article est partiellement ou en totalité issu de l’article de Wikipédia en allemand intitulé « Du wahrer Gott und Davids Sohn » (voir la liste des auteurs).